# ماتج موهوريك
ماتج موهوريك (بالإيطالية: Matej Mohorič)‏ (و. 1994  م) هو راكب دراجة هوائية، من سلوفينيا، ولد في كراني، شارك في ركوب الدراجات في الألعاب الأولمبية الصيفية 2016.

## سباقات أو مراحل فاز بها
| التاريخ        | السباق                                                                        | المركز                                                                                         |
| -------------- | ----------------------------------------------------------------------------- | ---------------------------------------------------------------------------------------------- |
| 01 يناير 2012  | بطولة العالم لسباق الدراجات على الطريق – سباق الطريق ضد الساعة للشبان 2012    |                                                                                                |
| 01 يناير 2012  | سباق الطريق للشبان في بطولة العالم 2012                                       |                                                                                                |
| 09 أغسطس 2012  | 2012 European Road Cycling Championships Men U19 ITT                          |                                                                                                |
| 01 يناير 2013  | 2013 سباق الطريق لأقل من 23 سنة في بطولة العالم لسباق الدراجات على الطريق     |                                                                                                |
| 24 يناير 2016  | طواف سان لويس 2016                                                            | السابع في تصنيف أفضل شاب                                                                       |
| 01 مايو 2016   | طواف روماندي 2016                                                             | الثامن في تصنيف أفضل شاب                                                                       |
| 10 يونيو 2016  | بطولة سلوفينيا لسباق الدراجات على الطريق - سباق ضد الزمن 2016                 |                                                                                                |
| 10 يونيو 2016  | سباق الطريق ضد الساعة للرجال تحت 23 سنة في بطولة سلوفينيا لسباق الدراجات 2016 |                                                                                                |
| 26 يونيو 2016  | سباق الطريق للرجال تحت 23 سنة في بطولة سلوفينيا لسباق الدراجات 2016           |                                                                                                |
| 30 أكتوبر 2016 | طواف هاينان 2016                                                              |                                                                                                |
| 12 فبراير 2017 | تروفيو لايقويليا 2017                                                         | الثامن في التصنيف العام                                                                        |
| 08 أكتوبر 2017 | 2017 Sun Hung Kai Properties Hong Kong Challenge                              |                                                                                                |
| 04 مارس 2018   | جي بي إندوستريا وأرتيجياناتو 2018                                             | الأول في التصنيف العام                                                                         |
| 19 أغسطس 2018  | طواف إينكو 2018                                                               | الأول في التصنيف العام                                                                         |
| 26 أغسطس 2018  | دويتشلاند تور 2018                                                            | الأول في التصنيف العام، الأول في تصنيف أفضل شاب، الأول في تصنيف النقاط، السابع في تصنيف الجبال |
| 09 يونيو 2019  | غران بريمو دي لوغانو 2019                                                     |                                                                                                |
| 13 يونيو 2021  | طواف سلوفينيا 2021                                                            | الأول في تصنيف النقاط، السابع في التصنيف العام                                                 |
| 20 يونيو 2021  | سباق الطريق للرجال في بطولة سلوفينيا 2021                                     |                                                                                                |
| 19 مارس 2022   | ميلان-سان ريمو 2022                                                           | الأول في التصنيف العام                                                                         |
| 23 يونيو 2022  | سباق الزمن على الطريق للرجال في بطولة سلوفينيا 2022                           |                                                                                                |
| 02 أكتوبر 2022 | طواف كرواتيا 2022                                                             | الأول في التصنيف العام                                                                         |
| 25 يونيو 2023  | سباق الطريق للرجال في بطولة سلوفينيا 2023                                     |                                                                                                |
| 04 أغسطس 2023  | طواف بولندا 2023                                                              | الأول في التصنيف العام                                                                         |
| 08 أكتوبر 2023 | 2023 UCI Gravel World Championships – Men Elite                               | الأول في التصنيف العام                                                                         |
| 20 يونيو 2024  | 2024 Slovenia National Road Cycling Championships - Men ITT                   |                                                                                                |
| 20 أكتوبر 2024 | كأس اليابان للدراجات 2024                                                     |                                                                                                |
| 16 فبراير 2025 | 2025 Tour de la Provence                                                      | المركز الثاني                                                                                  |

## جوائز
حصل على جوائز منها:
- Bloudek badge  [لغات أخرى]‏.

## روابط خارجية
- ماتج موهوريك على موقع الاتحاد الدولي للدراجات (الإنجليزية)
- ماتج موهوريك على موقع أرشيف الدراجات (الإنجليزية)
- ماتج موهوريك على موقع إحصائيات الدراجات الإحترافية (الإنجليزية)
- ماتج موهوريك على موقع نسبة الدراجات (الإنجليزية)
- ماتج موهوريك على موقع CycleBase (الإنجليزية)
- ماتج موهوريك على موقع اللجنة الأولمبية الدولية (الإنجليزية)
- ماتج موهوريك على موقع أوليمبيديا (الإنجليزية)